# Фоишор (замък)
Фоишор (на румънски: Castelul Foişor) е малък замък, построен близо до замъка Пелеш.
Докато през 1883 г. се строи замъкът Пелеш, крал Карол I и кралица Елизабет живеят във Фоишор, който тогава е ловна хижа и е завършен доста по-бързо.
Там е преспивал и крал Карол II, освен през 1932 и 1933 г., когато ловната хижа е била засегната от пожари. По заповед на краля на мястото на тогавашната хижа е издигнат сегашният замък.
Използва се за правителствена резиденция и е недостъпен за туристи.